# Come By Chance (Neufundland und Labrador)

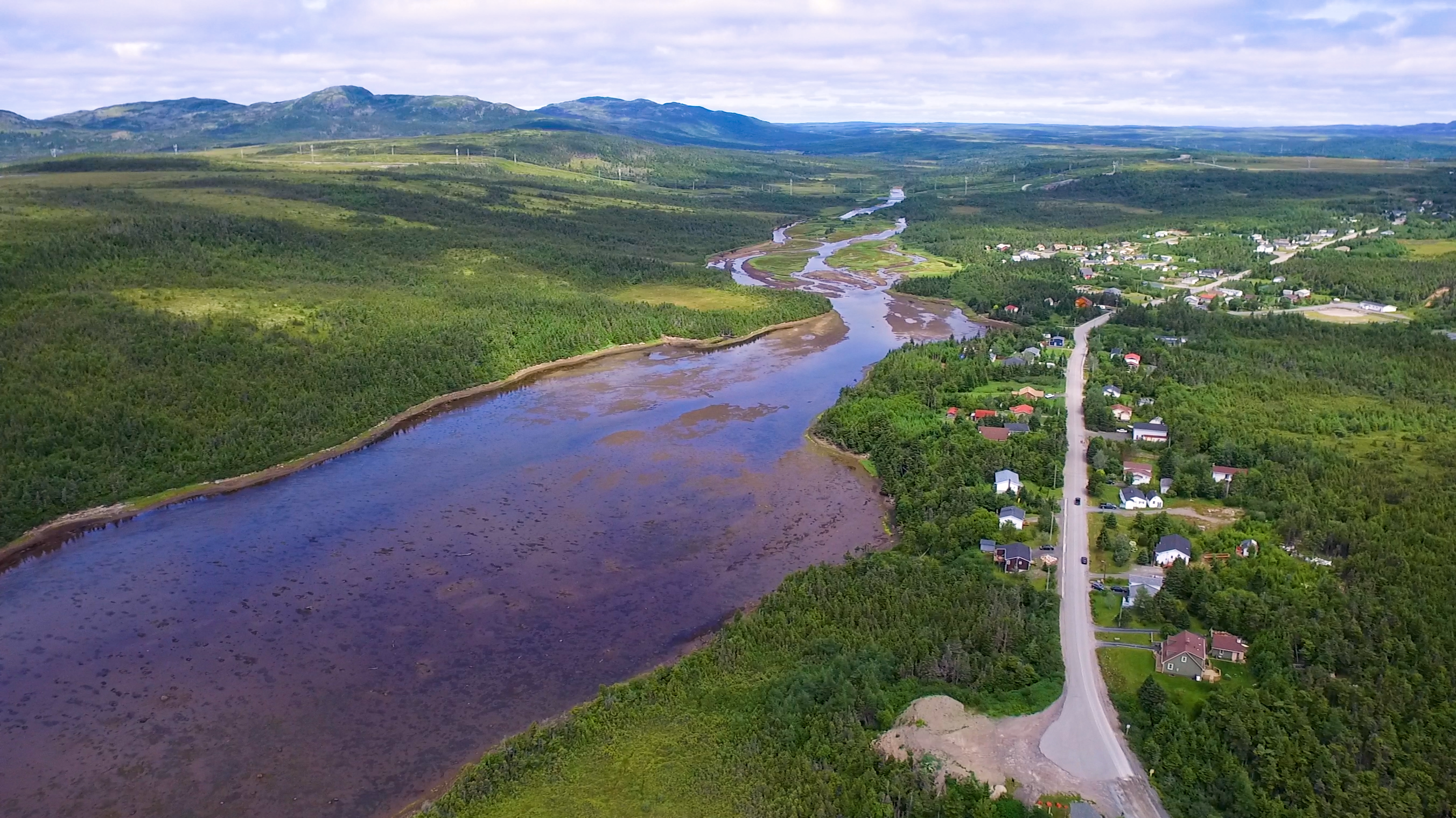
Come By Chance, Ort und Fluss (2017)

Come By Chance ist eine Gemeinde (Town) und Hafensiedlung auf der zur kanadischen Provinz Neufundland und Labrador gehörenden Insel Neufundland.
Come By Chance liegt an der Placentia Bay, an der Südküste der Landenge zur Halbinsel Avalon. Der Fluss Come By Chance River mündet im Nordwesten der Gemeinde ins Meer. Entlang der östlichen Gemeindegrenze verläuft der Trans-Canada Highway.

## Einwohnerzahl
Come By Chance hatte beim Zensus 2016 228 Einwohner. Fünf Jahre zuvor waren es noch 247 Einwohner.

## Geschichte
Die im Jahr 1612 durch den Gouverneur John Guy ursprünglich als Passage Harbour bezeichnete Siedlung wurde seit 1706 auch unter dem Namen Comby Chance bekannt. Nachdem im frühen 20. Jahrhundert noch eine Telegrafenstation errichtet wurde, ließ die Besiedelung zu den 1930er Jahren wieder stark nach. Über Jahrhunderte bildete die lokale Fischerei einen wirtschaftlichen Eckpfeiler der Siedlung und Region.
Seine heutige Bekanntheit erhielt Come By Chance durch die in den frühen 1970er Jahren erbaute Erdölraffinerie mit dem dazugehörigen Tiefwasser-Ölterminal. Das 1973 eingeweihte Unternehmen wurde schon drei Jahre später zahlungsunfähig und stellte den Betrieb ein. Nach mehreren Verkäufen, im Jahr 1986 für einen US-Dollar an das US-Unternehmen Newfoundland Energy, nahm man die Raffinerie 1987 wieder in Betrieb. Heute zählt Come By Chance zu den größten kanadischen Häfen, gemessen an der Umschlagmenge.